# Sarah Kirsch
Sarah Kirsch, nascuda Ingrid Hella Irmelinde Bernstein (Limlingerode, Magdeburg, 16 d'abril de 1935 - Heide, Slesvig-Holstein, 5 de maig de 2013) va ser una destacada poeta alemanya, que va treballar també com a periodista i traductora.
Llicenciada en Biologia, en finalitzar la Segona Guerra Mundial va quedar a la zona ocupada pels soviètics i que es va convertir en la República Democràtica Alemanya (RDA). Va prendre el nom de Sarah, en memoría i com a protesta per l'Holocaust. Va estar casada amb el també poeta alemany Rainer Kirsch, de qui es va divorciar el 1968, i va establir la seva residència a la zona oriental de Berlín. Fruit de la seva relació amb el dramaturg Karl Mickel, va tenir el seu únic fill.
Juntament amb altres autors, va manifestar públicament el seu rebuig a l'expatriació del dramaturg Wolf Biermann per haver representat una obra crítica sobre la construcció del mur de Berlín, la qual cosa li va valer l'expulsió de l'Associació d'Escriptors de la República Democràtica Alemanya el 1976. Un any més tard va aconseguir traslladar-se a la zona occidental de Berlín, llavors República Federal d'Alemanya, i no tornà a la RDA. El 1983 va fixar la seva residència definitiva a Tielenhemme.
Va ser membre del PEN Club, de l'Acadèmia Lliure de les Arts d'Hamburg, professora convidada de les universitats de Kasselk i Frankfurt, professora honorària a Tielenhemme i va rebutjar ser membre de l'Acadèmia de les Arts de Berlín.
La seva obra es compon d'una trentena de llibres, entre els quals destaquen els seus quinze volums de poesia. Pel conjunt de la seva obra va rebre el Premi Büchner, de l'Acadèmia Alemanya de la Llengua i Literatura, el Premi Petrarca, el premi de la Accademia Tedesca di Roma Villa Massimo i el Premi Austríac de Literatura Europea, entre molts altres. La seva obra ha estat traduïda a diversos idiomes.
Són característiques de la seva obra la constant contemplació i crítica sobre les vivències polítiques de la seva època: les dues Alemanyes; com altres autors germànics, la idealització del sud d'Europa —en concret de la Provença— i la defensa de la naturalesa, que considera amenaçada per l'home.
Dels seus reculls poètics cal destacar Landaufenthalt (‘Estada en el camp’, 1967), Zaubersprüche (‘Conjuraments', 1973) i Rückenwind (‘Vent de popa’, 1976).